# Wajir (hrabstwo)
Wajir – hrabstwo w północno-wschodniej Kenii. Graniczy z Etiopią (północ), Somalią (wschód), oraz z hrabstwami takimi jak: Mandera (północny wschód), Garissa (południe), Isiolo (zachód), oraz z Marsabit (północny zachód). Liczy 781,3 tys. mieszkańców (2019). Stolicą i największym miastem jest Wajir.
Wajir jest obok Garissy i Mandery jednym z trzech hrabstw Kenii w większości zamieszkanych przez lud Somalów.

## Gospodarka
W 2009 roku sektor rolnictwa zatrudniał 284.265 osób. Sektor ten dostarcza 85% dochodów gospodarstw domowych. Dominuje hodowla i produkcja mleka i mięsa. Rolnictwo jest praktykowane głównie na terenach niżej położonych i wzdłuż dolin, gdzie jest więcej wilgoci z powodu sezonowych powodzi.
Główne produkowane rośliny to sorgo, kukurydza odporna na suszę, fasola, melony, wspięga wężowata, fasola złota i rośliny ogrodnicze, takie jak jarmuż, szpinak, pomidory, słodka i ostra papryka.
Głównie atrakcje turystyczne to jezioro Yahud, muzeum Wajir, miejsce masakry Wagalla, czerwona pustynia Orahey Wells, brytyjskie i włoskie bunkry wojenne, oraz stary dwór. Sektor turystyczny wspierany jest przez międzynarodowe lotnisko Wajir.
Hrabstwo ma obfite złoża wapienia do produkcji cementu. Około 2-3 tys. ludzi zatrudnionych jest w kamieniołomach. 6 tys. osób pracowało w stolarstwie, po 50 w metalurgii i piekarni, 890 zajmowało się krawiectwem i ok. 5 tys. osób produkowało maty, strzechy i koraliki w niepełnym wymiarze godzin.
Istnieje niewielki przemysł produkcji wapna, gum i żywic, produkcji soków i garbarnia skór i skórek. W Wajir East została zbudowana fabryka gumy i żywicy.

## Religia
Struktura religijna w 2019 roku wg Spisu Powszechnego:
- islam – 99%
- katolicyzm – 0,4%
- pozostali chrześcijanie – 0,3%
- protestantyzm – 0,2%
- pozostali – 0,1%.

## Podział administracyjny
Hrabstwo Wajir składa się z sześciu okręgów: 
- Wajir North,
- Wajir East,
- Tarbaj,
- Wajir West,
- Eldas,
- Wajir South.